# Fuyun
Fuyun (en chino, 富蕴县; pinyin, Fùyùn xiàn; literalmente, ‘reserva de riquezas’) también conocida por su nombre kazajo de Koktokay (en kazajo: كوكتوعاي, romanizado: Koktoqai, lit. 'jungla verde'; en chino, 可可托海; pinyin, Kěk'tuōhǎi) es un condado bajo la administración directa de la Prefectura Altái en la Región autónoma de Sinkiang, República Popular China. Su área es de 32 208 km² y su población total para 2010 superó los 87 mil habitantes.

## Administración
Desde octubre de 2019, el condado Fuyun se divide en  pueblos que se administran en 5 poblados y 5 villas.